# North Pole Brook
Der North Pole Brook oder Kauashikanepinanut-shipiss (Innu-Name) ist ein etwa 55 km langer rechter Nebenfluss des Naskaupi River im zentralen Osten von Labrador in der kanadischen Provinz Neufundland und Labrador.

## Flusslauf
Der North Pole Brook bildet den Abfluss eines 460 m hoch gelegenen kleinen namenlosen Sees. Der North Pole Brook fließt in überwiegend östlicher Richtung. Dabei durchfließt den See Kauashikanepinanut. Schließlich mündet der North Pole Brook auf Höhe der North Pole Rapids in den Naskaupi River, etwa 60 km oberhalb dessen Mündung in den Grand Lake. 
Das Einzugsgebiet umfasst etwa 270 km². Es grenzt im Süden an das des Red Wine River sowie im Norden an das des Wapustan River.